# Jan de Sterke (schip, 1913)
De stoomsleepboot JAN DE STERKE is sinds 2003 een varend monument, als opgenomen in het Register Varend Erfgoed Nederland van de Federatie Varend Erfgoed Nederland. Sinds 2020 heeft zij ook de status Nationaal Monument.
Het schip is gebouwd in 1913 op de werf C.W. van Straaten & van den Brink Scheepsbouw en Machinereparatie in Den Haag, onder de naam Snel. De stoom wordt geproduceerd in een kolengestookte Schotse ketel van circa 2500 liter water. Deze ketel verving in 1973 de oude, die in slechte staat was. In 2020 en 2021 werd de sleepboot gerestaureerd en lag een aantal maanden bij Scheepswerf Damen te Hardinxveld-Giessendam. De stoomketel werd gereviseerd door Van der Mark Ketelonderhoud uit De Lier.
Om het onderhoud te kunnen bekostigen wordt voor rondvaarten deelgenomen aan nautische evenementen en sinds 2022 is met de sleepboot asverstrooiing mogelijk op de rivier.

## Oorsprong van de huidige naam
Op het wapen van Gorinchem staat: "Fortes Creantur Fortibus", vertaald wordt dat "Sterken brengen sterken voort". Dit was de lijfspreuk van de Heren van Arkel, die in de middeleeuwen tot 1412 vanuit Gorinchem de dienst hebben uitgemaakt in het Land van Arkel. Men denkt dat de spreuk teruggaat tot Jan van Arkel, bijgenaamd "de sterke", die Jan van Arkel de Tiende opvolgde. Het geslacht Van Arkel is altijd nauw verbonden geweest met de historie van Gorinchem. Toen Jan een keer onder de Dalempoort, een van de stadspoorten, door reed, pakte hij een van de balken met beide handen beet, klemde zijn paard tussen de dijen en trok zichzelf en het paard omhoog aan de balk. In een andere versie van het verhaal werd Jan achtervolgd door de vijand. Ook in dit verhaal trok hij zich met paard en al omhoog in de poort. Maar nu stormden zijn achtervolgers onder hem door, waarna hij snel de poort sloot en ze zo kon vangen. Gorcummers houden de gedachte aan Jan de Sterke levend, onder andere via deze scheepsnaam.

## Namen van het schip en de eigenaren
| Jaar            | Scheepsnaam   | Eigenaar                                         | Plaats       | Land      |
| --------------- | ------------- | ------------------------------------------------ | ------------ | --------- |
| 8 juli 1913     | Snel          | NV Sleepboot Snel Rotterdam. (Dir. C. Overwater) | Rotterdam    | Nederland |
| 16 januari 1935 | Snel          | J.H. van Bon van Cafe Wacht Am Rhein             | Millingen    | Nederland |
| 12 oktober 1939 | Snel          | van Kriekels & Tiereni                           | Luik         | België    |
| 1949            | Mariette      | G. Bijl                                          | Luik         | België    |
| 30 januari 1967 | Mariette      | Fa.Duliere                                       | Dinant       | België    |
| 12 oktober 1972 | Mariette      | F.Weggelaar                                      | Leeuwarden   | Nederland |
| 1973            | Mariette      | C.H.von Gimborn                                  | Emmerich     | Duitsland |
| 7 mei 1977      | Hendrina II   | Leeuwarder sleepdienst (Dir. H. van Duuren)      | Oosterwierum | Nederland |
| 1 mei 1995      | Hendrina II   | Stichting de Compound                            | Gorinchem    | Nederland |
| 6 december 1996 | Jan de Sterke | Stichting de Compound                            | Gorinchem    | Nederland |

Van 1913-1933 voer het schip in charter bij de NV Stoomsleepdienst Volharding. Daarna heeft het vanaf eind januari 1932 tot 1935 opgelegd gelegen in de Coolhaven in Rotterdam.

## Voortstuwing
| Kenmerken van de voortstuwing | Kenmerken van de voortstuwing                                                                |
| ----------------------------- | -------------------------------------------------------------------------------------------- |
| Stoommachine                  | 2-cilinder-compound-stoommachine van I.A Kreber uit Vlaardingen.                             |
| Hogedrukcilinder              | 180 mm                                                                                       |
| Lagedrukcilinder              | 385 mm                                                                                       |
| Slag                          | 220 mm                                                                                       |
| Maximaal toerental            | 185 omwentelingen per minuut                                                                 |
| Vermogen                      | 65 ipk met injectiecondensatie                                                               |
| Keerkoppeling                 | Marchel                                                                                      |
| Ketel                         | Schotse 1-vuursketel, kolengestookt, geheel gelast en vervaardigd door Ducosto te Leeuwarden |
| Waterinhoud                   | 2450 liter                                                                                   |
| Werkdruk                      | 10,3 bar                                                                                     |
| Lengte                        | 2,30 m                                                                                       |
| Diameter                      | 1,75 m                                                                                       |
| Verwarmd oppervlak            | 23 m²                                                                                        |
| Schroef                       | vierblads                                                                                    |
| Schroefdiameter               | 1,3 m                                                                                        |

## Liggers Scheepmetingsdienst
| Meetnummer | District en volgnr. | Meetdatum       | Meetplaats | Lengte [m] | Breedte [m] | Inzinking [m] | Waterverplaatsing [ton] | Naam        | Eigenaar | Domicilie |
| ---------- | ------------------- | --------------- | ---------- | ---------- | ----------- | ------------- | ----------------------- | ----------- | -------- | --------- |
| GN716      | Groningen           | 5 november 1982 | –          | 14,37      | 3,70        | 1,61          | 8,800 ton               | HENDRINA II | -        | –         |

## Ligplaats
De vaste ligplaats van de Jan de Sterke is aan de Ondervloed te Gorinchem.
In de wintermaanden is er een tijdelijke, meer beschutte plaats, net binnen de Lingesluis te Gorinchem.